# Hae-Jin Lee
Hae-Jin Lee   (22 de juny de 1967) és un empresari sud-coreà fundador el 1999 de Naver Corporation. El seu èxit amb Naver fou estrany perquè a Corea del Sud les empreses que triomfaven eren conglomerats. Es graduà en Ciència a la Universitat Nacional de Seül i es va traure el Màster de Ciència a l'Institut Coreà Avançat de Ciència i Tecnologia. A la dècada del 1990 treballà per a Samsung. El 2000 invertí a Search Solution, un desenvolupador de cercadors creat per l'executiu de NHN Entertainment, Joon-ho Lee. El 2017 entrà a la llista dels 50 més rics de Corea del Sud ocupant el lloc 34. El març de 2017 deixà de dirigir Naver Corporation.
Mai ha tingut una part d'accions de Naver Corporation, sent cosa estranya entre els directius fundadors d'empreses sud-coreanes.
Alberga 'CreMarket', una botiga en línia que ven els productes d'alguns creadors pertanyents a Treasure Hunter, un centre educatiu afiliat a una empresa i un lloc web educatiu per al públic en general interessat a crear contingut de YouTube, i un examen de certificació de creador de YouTube.

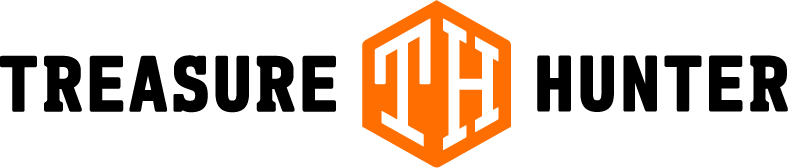
Green Factory Louvers